# Половой тяж
Половой тяж (шнур) (у эмбрионов животных) — структуры, которые развиваются из генитальных гребней. В процессе дифференциации целомического эпителия вначале развиваются короткие столбики, образующие шнуровидные структуры, называемые первичными половыми тяжами. В процессе половой дифференциации у самцов превращаются в зачатки яичек, которые способствуют росту клеток Сертоли, а у самок — в кортикальные тяжи (или трубки Пфлюгера).